# سلمان بن حمد آل ثانی

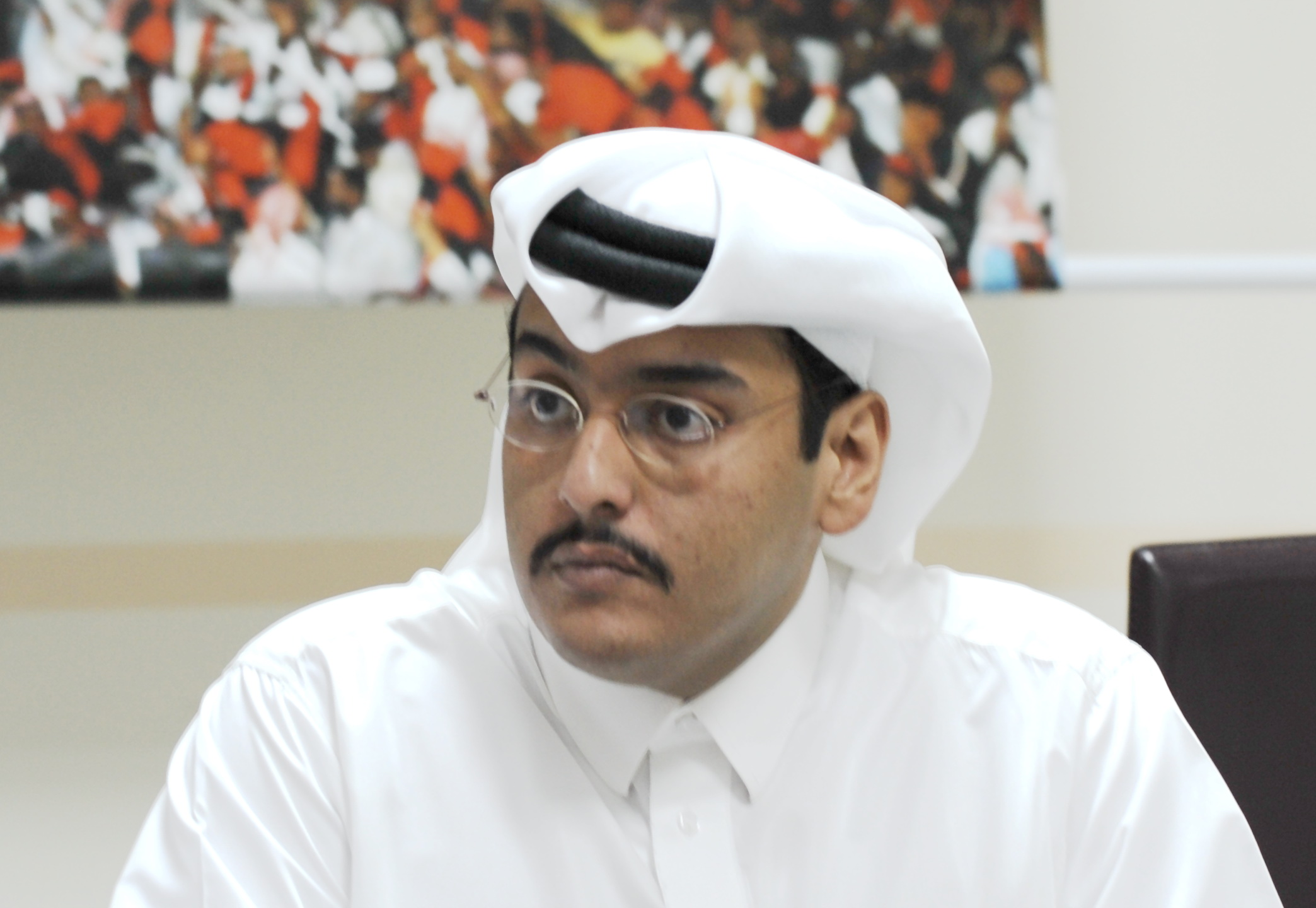

شیخ سلمان بن حمد بن سلمان بن جاسم آل ثانی از نوادگان شیخ قاسم بن محمد بن ثانی است.
شیخ سلمان یکی از اعضای خاندان حاکم قطر و تاجر است، وی همچنین کارمند شورای خانواده حاکم در قطر است، همچنین اخیراً با تصمیم هیئت مدیره الریان ریاست شورای هواداران باشگاه ورزشی الریان را بر عهده داشته‌است.
در زمان ریاست او باشگاه ورزشی الریان بیشترین حضور تماشاگران را در لیگ به ثبت رساند و تمامی رکوردهای حضور را شکست.